# Yaya Banana
Yaya Banana, né le 29 juillet 1991 à Maroua, est un footballeur camerounais qui évolue au poste de défenseur central à l'AS Trouville-Deauville.
Formé dans le club camerounais du Achille Football Club, il évolue ensuite à l'Espérance de Tunis avec qui il remporte deux championnat de Tunisie ainsi que la Ligue des Champions de la CAF en 2011, au FC Sochaux et au Platanias FC. Il évolue depuis 2017 dans le club grec du Paniónios GSS.

## Biographie
Yaya Banana nait le 29 juillet 1991 à Maroua. Il commence le football aux Diables rouges de Maroua avant de rejoindre le centre de formation du Achille Football Club, club de deuxième division camerounaise. Il est le seul joueur de division 2 sélectionné pour disputer la coupe d'Afrique juniors en 2009 où il atteint la finale avec ses coéquipiers.
En juin 2009, il signe un contrat de cinq ans et demi en faveur de l'Espérance de Tunis. Avec ce club, il remporte le championnat de Tunisie en 2010 et 2011 et la Ligue des Champions de la CAF en 2011. Il ne joue pas la finale de la Coupe de Tunisie car il est alors avec l'équipe du Cameroun juniors qui dispute la Coupe du monde des moins de 20 ans,. En octobre 2011, il est appelé pour la première fois en équipe A du Cameroun mais ne peut honorer sa convocation en raison de la finale de la Ligue des champions. En fin d'année, il est élu dans l'équipe type de la confédération africaine
Le 19 janvier 2012, Banana signe un contrat de quatre ans et demi avec le FC Sochaux. Il fait ses débuts en Ligue 1 le 11 février 2012 lors d'un déplacement au Stade rennais qui se conclut sur une défaite un à zéro.
Son transfert au FC Sion est envisagé en début de saison 2013-2014 mais, c'est finalement au Lausanne-Sports qu'il est prêté, avec option d'achat, en septembre.
Le 1er août 2014, il signe un contrat de trois ans avec le club grec de Platanias FC. En mars, il est rappelé en équipe nationale, par le sélectionneur Volker Finke, pour disputer deux rencontres amicales face à l'Indonésie et la Thaïlande. Il n'entre pas en jeu face à l'Indonésie, rencontre remportée sur le score d'un but à zéro et fait ses débuts face à la Thaïlande. Titulaire au début de la rencontre, il est remplacé à la mi-temps par Ngweni Ndassi, les Camerounais s'imposent sur le score de trois buts à deux. Il connaît sa deuxième sélection en juin face au Burkina Faso, là aussi il est remplacé à la mi-temps par Ngweni Ndassi.
Après trois ans au [Platanias FC, il rejoint le Paniónios GSS, club qualifié en Ligue Europa. Ses bonnes performances en club lui valent d'être rappelé en équipe nationale, par le sélectionneur Hugo Broos, pour le match face au Nigeria comptant pour les éliminatoires de la Coupe du monde. Titulaire en défense centrale, la rencontre voit les deux équipes se séparer sur un match nul un but partout qui élimine définitivement les Camerounais de la qualification pour la Coupe du monde en Russie.

## Statistiques

### En club
Le tableau ci-dessous résume les statistiques en match officiel de Yaya Banana depuis ses débuts de joueur professionnel,.

| Saison                | Club                  | Championnat           | Championnat | Championnat | Coupe nationale | Coupe nationale | Coupe de la Ligue | Coupe de la Ligue | Compétition(s) continentale(s) | Compétition(s) continentale(s) | Compétition(s) continentale(s) | Coupe du monde des clubs | Coupe du monde des clubs | Total | Total |
| Saison                | Club                  | Division              | M.          | B.          | M.              | B.              | M.                | B.                | Comp.                          | M.                             | B.                             | M.                       | B.                       | M.    | B.    |
| 2009-2010             | Espérance Tunis       | Ligue Professionnel 1 | 1           | 0           | -               | -               | -                 | -                 | -                              | -                              | -                              | -                        | -                        | 1     | 0     |
| 2010-2011             | Espérance Tunis       | Ligue Professionnel 1 | 11          | 1           | 2               | 1               | -                 | -                 | LAF                            | 12                             | 1                              | -                        | -                        | 25    | 3     |
| 2011-2012             | Espérance Tunis       | Ligue Professionnel 1 | 3           | 0           | -               | -               | -                 | -                 | -                              | -                              | -                              | 2                        | 0                        | 5     | 0     |
| Sous-total            | Sous-total            | Sous-total            | 15          | 1           | 2               | 1               | -                 | -                 | -                              | 12                             | 1                              | 2                        | 0                        | 31    | 3     |
| 2011-2012             | FC Sochaux            | Ligue 1               | 15          | 0           | -               | -               | -                 | -                 | -                              | -                              | -                              | -                        | -                        | 15    | 0     |
| 2012-2013             | FC Sochaux            | Ligue 1               | 11          | 0           | -               | -               | 2                 | 0                 | -                              | -                              | -                              | -                        | -                        | 13    | 0     |
| Sous-total            | Sous-total            | Sous-total            | 26          | 0           | -               | -               | 2                 | 0                 | -                              | -                              | -                              | -                        | -                        | 28    | 0     |
| 2013-2014             | Lausanne-Sports       | Super League          | 25          | 1           | 3               | 0               | -                 | -                 | -                              | -                              | -                              | -                        | -                        | 28    | 1     |
| 2014-2015             | Platanias FC          | Super League Elláda   | 26          | 0           | 3               | 0               | -                 | -                 | -                              | -                              | -                              | -                        | -                        | 29    | 0     |
| 2015-2016             | Platanias FC          | Super League Elláda   | 28          | 1           | 4               | 1               | -                 | -                 | -                              | -                              | -                              | -                        | -                        | 32    | 2     |
| 2016-2017             | Platanias FC          | Super League Elláda   | 24          | 1           | 4               | 0               | -                 | -                 | -                              | -                              | -                              | -                        | -                        | 28    | 1     |
| Sous-total            | Sous-total            | Sous-total            | 79          | 2           | 11              | 1               | -                 | -                 | -                              | -                              | -                              | -                        | -                        | 90    | 3     |
| 2017-2018             | Paniónios GSS         | Super League Elláda   | 29          | 1           | 6               | 0               | -                 | -                 | UEL                            | 4                              | 0                              | -                        | -                        | 39    | 1     |
| 2018-2019             | Paniónios GSS         | Super League Elláda   | 20          | 0           | 3               | 0               | -                 | -                 | -                              | -                              | -                              | -                        | -                        | 23    | 0     |
| Sous-total            | Sous-total            | Sous-total            | 49          | 1           | 9               | 0               | -                 | -                 | -                              | 4                              | 0                              | -                        | -                        | 62    | 1     |
| Total sur la carrière | Total sur la carrière | Total sur la carrière | 194         | 5           | 25              | 2               | 2                 | 0                 | -                              | 16                             | 1                              | 2                        | 0                        | 239   | 8     |

### En équipe nationale
| Saison                | Sélection             | Phases finales        | Phases finales | Phases finales | Éliminatoires | Éliminatoires | Matchs amicaux | Matchs amicaux | Total | Total |
| Saison                | Sélection             | Compétition           | M              | B              | M             | B             | M              | B              | M     | B     |
| --------------------- | --------------------- | --------------------- | -------------- | -------------- | ------------- | ------------- | -------------- | -------------- | ----- | ----- |
| 2014-2015             | Cameroun              | -                     | -              | -              | -             | -             | 2              | 0              | 2     | 0     |
| 2017-2018             | Cameroun              | -                     | -              | -              | 2             | 1             | 2              | 0              | 4     | 1     |
| 2018-2019             | Cameroun              | CAN 2019              | 3              | 1              | 4             | 0             | 3              | 0              | 10    | 1     |
| Total sur la carrière | Total sur la carrière | Total sur la carrière | 3              | 1              | 6             | 1             | 7              | 0              | 16    | 2     |

## Palmarès

### Palmarès collectif
| ES Tunis (4) | Cameroun -20 ans                                                |
| --- | --------------------------------------------------------------- |
| - Championnat de Tunisie (3) : - Champion : 2010, 2011 et 2012 - Ligue des Champions de la CAF (1) : - Vainqueur : 2011 - Finaliste : 2010 | - Coupe d'Afrique des nations junior - Finaliste : 2009 et 2011 |

### Distinction individuelle
- Nommé dans l'équipe type de la CAF pour l'année 2011.